# 米昂阿斯岛
帕尔马斯岛（西班牙語：La Palmas）一作帕瑪斯島，印度尼西亚称 Pulau Miangas，音译为米昂阿斯岛、棉加斯岛、米安格斯岛、亚卡斯岛、米阿卡斯岛、米昂歌斯岛，是印度尼西亚北部塔劳群岛中的一座岛屿。2017年3月27日岛上的米昂阿斯机场启用，有飞往万鸦老和梅龙瓜内的航班。
西班牙于16世纪发现了帕尔马斯岛，但没有对该岛实行有效占领，后该岛被荷兰占领，成为荷属东印度的一部分。1898年，西班牙在美西战争中战败，于美国签订《巴黎和约》，将菲律宾及其附属岛屿割让给美国。随后美国发现该岛已为荷兰实际管辖。美荷两国经过协商后，将该岛归属问题提交海牙常设仲裁法院解决。最终常设仲裁法院在1928年4月4日以荷兰实施了有效的统治，裁定该岛归荷兰所有。印度尼西亚独立后归属印尼。